# Çavdarhisar (district)
Çavdarhisar is een Turks district in de provincie Kütahya en telt 8.906 inwoners (2007). Het district heeft een oppervlakte van 200,07 km².
De bevolkingsontwikkeling van het district is weergegeven in onderstaande tabel.
| 1997   | 2000   | 2007  |
| ------ | ------ | ----- |
| 10.670 | 13.538 | 8.906 |